# لوئی د مازور
لوئی د مازور (به فرانسوی: Louis Des Masures) شاعر قرن شانزدهم میلادی اهل فرانسه است.